# 古谷振一
古谷 振一（ふるや しんいち、1964年 - ）は、富山県富山市在住の鉛筆画家、YouTuber。
富山県小矢部市出身。石川工業高等専門学校電気工学科出身。
本業として会社員をしながら、2013年からYouTubeに鉛筆画の制作過程を収めた動画の投稿をはじめる。手法としてはモデルの目から描き始め、鼻、口、髪の毛、周囲と描き広める手順を多用する。似顔絵は1枚につき10時間 - 15時間で書き上げるという。使っている鉛筆は、トンボ鉛筆のMONO100、三菱鉛筆のHi-uniがメインである。映画「いのちの停車場」のティザービジュアルに採用される。